# Liste deutscher Adelsgeschlechter/R
| Name                                    | Zeitraum                       | Anmerkungen | Wappen        |
| --------------------------------------- | ------------------------------ | --- | ------------- |
| Raab                                    | 1298 bis 20. Jh.               | erloschenes vogtländisches Uradelsgeschlecht |               |
| Raabs                                   | vor 1084 bis 1191              | fränkischer Hochadel mit Stammsitz in Niederösterreich (Raabs an der Thaya) |               |
| Rabe von Pappenheim                     | seit 1106                      | westfälisch-engersches Adelsgeschlecht, stammesgleich mit den Herren von Canstein; 1811 westfälischer Grafenstand |               |
| Raben                                   | seit 1320                      | altes mecklenburgisches Adelsgeschlecht, 1734 dänischer Grafenstand, 1787 Namens- und Wappenvereinigung mit den v. Lewetzow, 1881 erneute dänische Anerkennung des Grafenstandes |               |
| Rabenau                                 | seit 1235                      | meißnisches Uradelsgeschlecht. Es gibt noch zwei briefadelige Familien gleichen Namens und gleichen bzw. ähnlichen Wappens, die auf uneheliche Abstammung zurückgehen, und 1779 bzw. 1912 geadelt wurden. |               |
| Rabenhaupt von Sucha                    | bis 1761                       | böhmisches Adelsgeschlecht mit Besitz auch in der Pfalz und in Franken; 1680 böhmischer Freiherrenstand; 1761 im Mannesstamm erloschen |               |
| Rabenstein                              | 1188–1742                      | erloschenes fränkisches Adelsgeschlecht |               |
| Rabensteiner von Wirsberg               | ?                              | fränkisches Adelsgeschlecht |               |
| Rabensteiner zu Döhlau                  | ? bis 1643                     | erloschenes fränkisches Adelsgeschlecht |               |
| Rabenswalde                             | 1160–1312                      | erloschenes Geschlecht, das dem Geschlecht der Grafen von Kevernburg entstammte |               |
| Raboisen                                | vor 1200 bis 14. Jahrhundert   | erloschenes altes holsteinischen Adelsgeschlecht, verwandt mit den Rittern von Barmstede |               |
| Rackel                                  | seit 1331                      | oberlausitzer Adelsgeschlecht |               |
| Racknitz                                | seit 1224                      | Uradelsgeschlecht aus der Steiermark; 1553 Reichsfreiherrenstand |               |
| Radeck                                  | seit 1247                      | im Hochstift Salzburg bedeutsame Ministerialen der Erzbischöfe |               |
| Radecke                                 | seit 1733                      | Schweizer Adelsgeschlecht; 1733 preußischer Adelsstand mit neuem Wappen |               |
| Rademacher                              | 1549 bis 19. Jh.               | erloschenes westfälisches Briefadelsgeschlecht; 1549 Adelsstand |               |
| Rademacher von Radehausen               | ?                              | deutsch-niederländisches Briefadelsgeschlecht; ca. 1530 Wappenbrief; 1766 Adelserneuerung |               |
| Radolin                                 | seit 1397                      | polnischer Uradel des Stammes Koszucki, 1836 preußischer Grafenstand, 1888 preußischer Fürstenstand (primogenitur) |               |
| Radowitz                                | seit 1569                      | ungarisch-deutsches Adelsgeschlecht |               |
| Radziwiłł                               | seit 1398                      | ursprünglich litauisches, später auch polnisches und preußisches Adelsgeschlecht; 1515 Reichsgrafenstand; 1547 Reichsfürstenstandsbestätigung |               |
| Raesfeld/Raesfeldt                      | Raesfeldt 1253, Raesfeld 1547  | zwei unterschiedliche westfälische Adelsgeschlechter (die Raesfeldt sind erloschen); 1757 Reichsfreiherrenstand für Raesfeld, 1841 bayerischer Freiherrenstand für Raesfeldt. |               |
| Raet                                    | ab 1274                        | erloschenes neiderländisch-westfälisches Adelsgeschlecht; 1416 Reichsfreiherrenstand; 1844 preußische Anerkennung des Freiherrenstands |               |
| Rahden                                  | seit 1219                      | Edelfreies Geschlechts aus dem Erzstift Bremen, 1620 Immatrikulation bei der Kurländischen Ritterschaft, 1862 russischer Freiherrnstand |               |
| Rahna                                   | ?                              | sächsisches und thüringisches Adelsgeschlecht |               |
| Rainer zu Rain                          | seit 13. Jh.                   | niederbayerisches Adelsgeschlecht |               |
| Raison                                  | seit 1787                      | deutsch-baltisches Adelsgeschlecht |               |
| Raitenau                                | 14.–17. Jahrhundert            | altes süddeutsches Adelsgeschlecht aus dem Bodenseeraum |               |
| Raitenbach                              | seit 1252                      | fränkisches und vogtländisches Adelsgeschlecht |               |
| Raitenbuch                              | seit ca. 1126                  | Ministerialengeschlecht des Hochstiftes Regensburg |               |
| Raitz von Frentz                        | seit 948                       | zu den ältesten kölnischen Schöffen- und Rittergeschlechtern zählende Familie; 1635 Reichsfreiherrenstand für Linie Kendenich; 1650 desgl. für Linie Schlenderhan |               |
| Rakowski                                | seit 14. Jh.                   | altpolnisches Adelsgeschlecht des Wappenstammes Lubicz, welches in dieser Linie auch in Preußen begütert war |               |
| Ramdohr                                 | seit 1377                      | altes mitteldeutsches und braunschweigisch-hannoversches Adelsgeschlecht; 1716 rittermäßige Reichsadelsbestätigung |               |
| Ramel                                   | seit 1256                      | pommersches Uradelsgeschlecht, in Deutschland erloschen, 1584 dänische Adelsnaturalisation, 1664 schwedische Adelsnaturalisation, 1770 schwedischer Freiherrnstand |               |
| Ramelstein                              | seit 12. Jh.                   | bayerisches Adelsgeschlecht |               |
| Ramin                                   | seit 1280                      | pommersches Uradelsgeschlecht |               |
| Ramm                                    | seit 1624                      | schwedisch-estländisches Adelsgeschlecht |               |
| Ramm                                    | seit 1854                      | preußisches Adelsgeschlecht |               |
| Ramm                                    | seit 1603                      | westfälisch-baltisches Briefadelsgeschlecht; 1589 Wappenbrief; 1603/1616/1788/1795 Adelsdiplome |               |
| Rammung                                 | ?                              | Adelsgeschlecht aus dem Kraichgau |               |
| Ramschwag                               | 1265–1854                      | erloschenes Thurgauer Uradelsgeschlecht; Freiherren |               |
| Ramstadt                                | seit 1190                      | erscheinen ab 1354 als Herren von Wallbrunn; reichsritterschaftlicher, hessischer und rheinländischer Uradel; Stammsitz zunächst Nieder-Ramstadt, später Burg Ernsthofen im Modautal und Partenheim bei Mainz; böhmischer Freiherrenstand 1724, Ausdehnung auf das Gesamtgeschlecht 1726 |               |
| Ramstein                                | 12.–14. Jahrhundert            | mittelalterliches Adelsgeschlecht |               |
| Randeck                                 | 13. Jh. – 1537                 | pfälzisches Adelsgeschlecht |               |
| Randeck                                 | 14. bis 15. Jh.                | erloschenes schwäbisches Adelsgeschlecht |               |
| Randersacker                            | ? bis 1541                     | zunächst niederadeliges Ministerialengeschlecht im Dienste der Würzburger Bischöfe, später in mehreren Ritterkantonen vertreten |               |
| Randow                                  | seit 1236                      | Uradel des Erzstiftes Magdeburg. ––– Ein 1804 geadeltes Geschlecht von Randow, dem das gleiche Wappen zugebilligt wurde, ist im Mannesstamme wieder erloschen. |               |
| Rantzau (Ranzow)                        | seit 1226                      | in Schleswig-Holstein beheimatete uradlige Familie, 1650 Reichsgrafenstand für eine Linie |               |
| Rappach                                 | seit ca. 1360                  | Adelsgeschlecht aus der Steiermark, welches auch zum landständischen Adel in Niederösterreich bzw. zu den zwölf Apostelgeschlechtern von Österreich zählt |               |
| Rappard                                 | seit 1790/1791                 | niederrheinsch-preußisches Briefadelsgeschlecht, das seit Ende des 18. Jahrhunderts auch in den Niederlanden ansässig ist; 1790 Reichsadelsstand; 1791 preußischer Adelsstand; seit 1815 mehrere Erhebungen in den Niederlanden |               |
| Rappe                                   | 1543–1752                      | preußisch-kurländisches Geschlecht |               |
| Rapperswil                              | bis 1283                       | Ostschweizer Adelsgeschlecht, das dem reichsunmittelbaren Hochadel zuzurechnen ist |               |
| Rappoltstein                            | 1038–1673                      | Adelsgeschlecht aus dem Elsass |               |
| Raron                                   | 12. bis 15. Jh.                | Schweizer Adelsgeschlecht im Wallis |               |
| Ras                                     | 12./13. Jh.                    | Adelsgeschlecht im Raum um das Rosental im südlichen Kärnten | –             |
| Raschau                                 | 1224–1868                      | erloschenes sächsisches, Thüringer und hessisches Adelsgeschlecht |               |
| Raßler von Gamerschwang                 | ab 1654                        | schwäbisches Adelsgeschlecht; 1654 Reichsadelsstand; 1681 Reichsfreiherrenstand |               |
| Rastenberg                              | seit 1252                      | Thüringer Adelsgeschlecht |               |
| Rathenow                                | seit 1276                      | brandenburgisches Uradelsgeschlecht |               |
| Rau von Holzhausen                      | seit 1146                      | hessisches Adelsgeschlecht |               |
| Rauber                                  | seit 1370                      | altes krainisches Adelsgeschlecht, das sich im 14. Jahrhundert auch in Niederösterreich ansässig machte |               |
| Rauch                                   | seit 1777                      | preußisches Adelsgeschlecht, das auf Generalmajor Bonaventura von Rauch zurückgeht |               |
| Rauchhaupt                              | seit 1308                      | meißnischer Uradel im Saalekreis |               |
| Raugrafen                               | 1148–1457                      | erloschenes Adelsgeschlecht, die ihren Besitzschwerpunkt im ehemaligen Nahegau hatten |               |
| Raumer                                  | seit 1590                      | aus der Oberpfalz stammendes Adelsgeschlecht |               |
| Rauner                                  | ab 1697                        | Augsburger Patriziat; 1697 und 1752 Reichsadelsstand |               |
| Raus von Rausenbach / Rausenbach        | seit 1251                      | schwäbisches Adelsgeschlecht, das seinen Ursprung im Raum Kirchheim unter Teck hat |               |
| Rauschenplatt                           | ab 1346                        | braunschweigisches, später preußisches Adelsgeschlecht |               |
| Rauschner                               | ?                              | erloschenes fränkisches Adelsgeschlecht |               |
| Raussendorf                             | seit 1240                      | schlesisches Adelsgeschlecht |               |
| Rautenberg                              | vor 1249                       | Alter Adel im Bistum Hildesheim, Vasallen der Grafen zu Stolberg |               |
| Rautter                                 | 1454–1792                      | erloschenes, preußisches Adelsgeschlecht |               |
| Raven                                   | seit 1235                      | Uckermärkisches Uradelsgeschlecht |               |
| Ravensberg                              | 1144–1609                      | abgestorbenes mittelalterliches Adelsgeschlecht |               |
| Ravensburg                              | ab 1178                        | unterfränkisches Adelsgeschlecht | –             |
| Rebenburg                               | seit 1823                      | österreichisches Adelsgeschlecht |               |
| Rebstock                                | seit 1239                      | Straßburger Patrizier- und Adelsgeschlecht |               |
| Rechberg und Rothenlöwen                | seit 1179                      | schwäbisches Uradelsgeschlecht; 1577 Reichsfreiherrenstand; 1607 Grafenstand |               |
| Rechenberg (Baltikum)                   | ab 1305                        | aus Reittenau am Bodensee stammendes, baltisches Adelsgeschlecht |               |
| Rechenberg (Franken)                    | ?                              | erloschenes fränkisches Adelsgeschlecht mit Stammsitz auf Burg Rechenberg bei Stimpfach |               |
| Rechenberg (Schlesien)                  | seit 1270                      | meißnisches Uradelsgeschlecht; 1534 Reichsfreiherrenstand; 1703 Grafenstand |               |
| Rechteren-Limpurg                       | 1236                           | geldernsches Uradelsgeschlecht; 1705 Reichsgrafenstand für den jüngeren Ast der älteren Linie |               |
| Reck                                    | seit 1627                      | aus Goslar stammendes Patriziergeschlecht, Reichsadelstand 12. August 1627, eine Linie am 11. November 1882 in den badischen Freiherrenstand erhoben, nicht verwandt mit von der Recke oder Seitenlinien |               |
| von der Recke inkl. Recke von der Horst | seit 1265                      | westfälisches Uradelsgeschlecht; Reichsfreiherrenstand für Angehörige der Linien bzw. Nebenlinien Reck 1623, Kurl 1653, Horst 1677, Uentrop 1677, Witten 1708, Wenge-Offenberg 1709 und Steinfurt 1717; Der Ast Stockhausen erwarb 1817 den preußischen Grafenstand. |               |
| Reckow                                  | seit 1517                      | pommersches Adelsgeschlecht |               |
| Reckrodt                                | seit 1253                      | hessisch-thüringisches Adelsgeschlecht |               |
| Reden                                   | seit 1191                      | niedersächsisches Uradelsgeschlecht; 1786 preußischer Grafenstand; 1894 Prävalierung und 1894 Bestätigung des Freiherrntitels für eine andere Linie. |               |
| Redern (Rödern)                         | seit 1155                      | märkisches Uradelsgeschlecht; Haus Perg: 2. Mai 1646 erbländisch-österreichischer Freiherrenstand, 20. Mai 1646 böhmischer Grafenstand; Haus Schwante: 1757 preußischer Grafenstand. |               |
| Redwitz (Marktredwitz)                  | ?                              | erloschenes fränkisches Rittergeschlecht |               |
| Redwitz (Redwitz an der Rodach)         | seit 1116                      | fränkisches Uradelsgeschlecht; 1816 Freiherrenstand |               |
| Regensberg                              | 1044–1331                      | bedeutendes erloschenes Schweizer Adelsgeschlecht im ehemaligen Zürichgau |               |
| Regenstein                              | 1162–1599                      | erloschenes niedersächsisches Grafengeschlecht, nannte sich auch Reinstein |               |
| Reginbodonen                            | 11. Jahrhundert bis ?          | mittelrheinisch-fränkisches Adelsgeschlecht | –             |
| Rehbinder                               | seit 1456                      | baltisches Adelsgeschlecht, 1620 Immatrikulation bei der kurländischen Ritterschaft, 1668 schwedische Adelsnaturalisation, 1680 schwedischer Freiherrnstand, 1746 Immatrikulation bei der estländischen Ritterschaft, 1747 (u. 1798) Immatrikulation bei der livländischen Ritterschaft, 1786 Reichsgrafenstand (1840 russische Anerkennung), 1818 finnländisches Indigenat, 1826 finnländischer Grafenstand |               |
| Rehden                                  | seit 1522                      | emsländisches Adelsgeschlecht |               |
| Rehdiger                                | seit 16. Jahrhundert           | schlesischer Landadel |               |
| Rehekampff                              | seit 1542                      | baltische Linien des Patriziergeschlechts Riesenkampff (Risenkamp) aus dem Hochstift Hildesheim |               |
| Rehlingen                               | seit 1320                      | bairisch-salzburgisches Adelsgeschlecht; 1665 Reichsfreiherrenstand für Linie Horgau; 1909 bayerischer Freiherrenstand für Linie Haltenberg. |               |
| Rehm                                    | ?                              | Augsburger Patriziergeschlecht; 1547 Reichsadelsstand |               |
| Rehren                                  | seit 1675                      | baltisch-schwedisches Adelsgeschlecht |               |
| Reibnitz                                | seit 1288                      | schlesischer Uradel, 1637 Reichsfürstenstand (ad person), 1724 böhmischer Freiherrenstand, 1757 und 1857 preußische Anerkennung des Freiherrenstandes |               |
| Reibold                                 | seit 1549                      | vogtländisches Adelsgeschlecht, das in der Markgrafschaft Meißen, der Oberlausitz und der Niederlausitz verbreitet war |               |
| Reich von Reichenstein                  | seit 1166/79                   | schweizerisches Rittergeschlecht; Besitz im Baselbiet, Sundgau und südlichen Schwarzwald |               |
| Reichel                                 | ab 1554                        | Breslauer Patrizier- und Briefadelsgeschlecht; 1554 Adelsstand |               |
| Reichel von Ravenstein                  | 1653–1849                      | erloschenes deutsch-böhmisches Patrizier- und Briefadelsgeschlecht; 1653 und 1736 böhmischer Adelsstand |               |
| Reichenbach (Hessen)                    | 1089–1279                      | erloschenes hessisches Grafengeschlecht | –             |
| Reichenbach (Schlesien)                 | seit 1258                      | Schlesisches Uradelsgeschlecht; 1665 böhmischer Freiherrnstand, 1678 böhmischer Herrenstand, 1730 böhmischer Grafenstand |               |
| Reichlin von Meldegg                    | ?                              | süddeutsches, freiherrliches Adelsgeschlecht |               |
| Reichmeister                            | ?                              | livländisch-preußisches Uradelsgeschlecht |               |
| Reifenberg                              | bis 1686                       | erloschenes deutsches Adelsgeschlecht |               |
| Reifferscheid                           | seit Ende 12. Jahrhundert      | Adelsgeschlecht aus der Eifel, benennt sich ab dem 15. Jahrhundert Salm-Reifferscheidt |               |
| Reihing                                 | 1530 bis 1628                  | erloschenes Augsburger Patrizier- und Adelsgeschlecht |               |
| Reinach                                 | seit 1210                      | Aargauer Ministerialengeschlecht. 1635 Reichsfreiherrenstand, 1718 französischer Grafenstand |               |
| Reineck                                 | ?                              | Thüringer Adelsgeschlecht |               |
| Reinen                                  | 1280 bis ca. 1600              | erloschenes westfälisches Adelsgeschlecht |               |
| Reininghaus                             | ab 1884                        | österreichisches Briefadelsgeschlecht |               |
| Reinken                                 | seit ca. 1300                  | baltisches, preußisches und russisches Adelsgeschlecht |               |
| Reinsberg                               | seit 1291                      | uradeliges Geschlecht Schlesiens und der Niederlausitz |               |
| Reinstein                               | 13.–16. Jahrhundert            | erloschenes fränkisches Adelsgeschlecht |               |
| Reipitzsch                              | 1269–1704                      | merseburgisches Ministerialengeschlecht |               |
| Reischach                               | seit 1191                      | schwäbisches Uradelsgeschlecht; 1724 erbländisch österreichischer Freiherrenstand; 1810 württembergischer Grafenstand. |               |
| Reitzenstein                            | seit 1318                      | vogtländischer Uradel; 1759 Anerkennung des Freiherrenstandes. Es besteht ein gleichnamiges Briefadelsgeschlecht. |               |
| (Styp-) Rekowski                        | ?                              | hinterpommersches Adelsgeschlecht |               |
| (Wantoch-) Rekowski                     | seit ca. 1500                  | hinterpommersches Adelsgeschlecht |               |
| (Wrycz-/Gynz-) Rekowski                 | seit 16. Jh.                   | hinterpommersches Adelsgeschlecht |               |
| Rembold                                 | bis 1774                       | schwäbisches Patrizier- und Adelsgeschlecht |               |
| Remchingen                              | 1160–1779                      | erloschenes, aus dem Kraichgau stammendes, süddeutsches Adelsgeschlecht |               |
| Renauld (Edlen von Kellenbach)          | bis Anfang 20. Jh.             | ursprünglich aus Lothringen stammende später in Bayern ansässige briefadelige Familie, die seit Anfang des 20. Jahrhunderts im Mannesstamm erloschen ist |               |
| Rennenberg                              | ca. 1217–1585                  | erloschenes Adelsgeschlecht vom Mittelrhein und Reichsritter |               |
| Rennenkampff                            | seit 1563                      | baltisches Adelsgeschlecht; 1728 Reichsritterstand |               |
| Rensing                                 | ?                              | westfälisch-niederrheinisches Adelsgeschlecht; 1706 Reichsfreiherrenstand |               |
| Renteln                                 | seit 1297                      | Hannoversches, Lübecker und Revaler Ratsgeschlecht, um 1780 russischer Adel, immatrikulation bei der Estländischen Ritterschaft |               |
| Renz                                    | seit 13. Jh.                   | schwäbisches Adelsgeschlecht, Patriziat der Reichsstädte Ulm und Augsburg, 1783 Reichsadelsstand |               |
| Repke (Rohbeck)                         | seit 1491                      | kaschubischen Adelsgeschlechts aus Lauenburg, späterhin auch in Polen und Preußen blühend, 1786 preußische Adels Confirmation |               |
| Restorff (Retzdorff)                    | seit 1226                      | mecklenburgischer Uradel |               |
| Retberg                                 | seit 1405                      | westfälisches Adelsgeschlecht; 1717 preußische Adelsanerkennung in Form einer Adelserneuerung, 1751 preußischer Grafenstand |               |
| Reuland                                 | 1128–1313                      | mittelalterliches Adelsgeschlecht im Gebiet der heutigen Wallonie | −             |
| Reuschenberg                            | seit 1278                      | rheinländisches Landadelsgeschlecht |               |
| Reuß                                    | seit 1122                      | Fürstliches Haus in Thüringen; es teilte sich später in zahlreiche Häuser (Reuß ältere Linie, Reuß mittlere Linie, Reuß jüngere Linie, Reuß-Gera, Reuß-Schleiz, Reuß-Lobenstein, Reuß-Ebersdorf) – Daneben gibt es noch sechs Adelsgeschlechter des Namens Reuß, die alle dem Briefadel angehören und unterschiedliche Wappen und Ursprünge haben.                                                           |               |
| Reutern                                 | seit 1691                      | deutsch-baltisches Geschlecht mit Ursprung in Lübeck; 1691 schwedischer Adelstand, 1890 russischer Grafenstand (†) |               |
| Reventlow                               | seit 1223                      | holsteinisch-mecklenburgisches Uradelsgeschlecht; 1673 bzw. 1767 dänischer Grafenstand |               |
| Revertera-Salandra                      | seit 1771                      | österreichisches Adelsgeschlecht, das ursprünglich aus Katalonien stammt und 1771 aus dem neapolitanischen Salandra nach Österreich einwanderte |               |
| Rex                                     | 1186/1190                      | obersächsischer Uradel; 1741 bzw. 1764 Reichsgrafenstand; |               |
| Rexin                                   | ab 1341                        | erloschenes pommerellisch-preußisches Uradelsgeschlecht |               |
| Reyher                                  | ?                              | Thüringer Adelsgeschlecht |               |
| Rhade                                   | seit 1316                      | rügisch-pommersches Geschlecht; Ausbreitung nach Dänemark, Mecklenburg und Brandenburg, 1836 Freiherrntitel ad pers. für Hermann von Rhaden |               |
| Rhäzüns                                 | 1137–1458                      | Schweizer Adelsgeschlecht im bündnerischen Alpenraum |               |
| Rhede                                   | seit 1. Viertel 13. Jh.        | westfälisches Uradelsgeschlecht, das später auch in die Niederlande und nach Irland kam |               |
| Rheden                                  | seit 1143                      | hildesheimisches Uradelsgeschlecht |               |
| Rhédey                                  | bis 19. Jh.                    | ungarisch-österreichisches Adelsgeschlecht; 1466 Wappenbrief, 1659 und 1744 ungarischer Grafenstand, 1808 österreichischer Grafenstand |               |
| Zu Rhein (lat.: de Reno)                | seit 1164                      | oberrheinisches Ministerialengeschlecht |               |
| Rheinbaben                              | seit 1272                      | schlesisches Uradelsgeschlecht; 1736 Reichsfreiherrenstand |               |
| Rheingrafen (Wild- und Rheingrafen)     | 12. Jahrhundert bis ?          | Adelsgeschlecht des Hochmittelalters; 1623 wurde eine Linie in den Reichsfürstenstand erhoben |               |
| Rhemen zu Barensfeld                    | seit 1281                      | westfälisches Adelsgeschlecht |               |
| Ribbeck                                 | seit 1237                      | märkisches Uradelsgeschlecht; |               |
| Ribbentrop                              | seit 1547                      | lippisches Briefadelsgeschlecht; 1823 preußischer Adelsstand. |               |
| Ricdag                                  | ab dem 8. Jahrhundert          | Adelsfamilie aus dem Stammesherzogtum Sachsen | –             |
| Richter                                 | seit 1569                      | deutsch-baltisches Adelsgeschlecht |               |
| Richthofen (Praetorius von Richthofen)  | seit 1515                      | altes Briefadelsgeschlecht; 1661 böhnmischer Ritterstand mit von Richthofen; 1735 böhmischer Freiherrenstand; 1846 preußischer Grafenstand |               |
| Rieben                                  | 1237 bis ?                     | mecklenburgisches Uradelsgeschlecht, 1840 preußischer Freiherrenstand |               |
| Riedel von Löwenstern                   | ab 1636                        | schlesisches Briefadelsgeschlecht; 1700 böhmischer Freiherrenstand |               |
| Riedemann                               | seit 1917                      | aus dem Emsland stammendes, preußisches und bayerisches Adelsgeschlecht |               |
| Riederer von Paar                       | seit 1368                      | altbayerisches Uradelsgeschlecht; 1692 kurfürstlich bayerischer Freiherrenstand |               |
| Riedern                                 | 1206–1588                      | erloschenes Adelsgeschlecht, benannt nach dem unterfränkischen Riedern |               |
| Riedesel                                | seit 1226                      | hessischer Uradel; 1680 Reichsfreiherrenstand. |               |
| Riedheim                                | seit 1294                      | schwäbisches Uradelsgeschlecht; 1590 Reichsfreiherrenstand |               |
| Rieme                                   | ?                              | niedersächsisches Adelsgeschlecht |               |
| Rieneck                                 | Ende 11. Jahrhundert bis 1559  | erloschenes mittelalterliches fränkisches Grafengeschlecht |               |
| Riesenkampff genannt Rehekampff         | seit 1542                      | baltische Linien des Patriziergeschlechts Riesenkampff (Risenkamp) aus dem Hochstift Hildesheim |               |
| Rieß von Scheurnschloß                  | seit 1832                      | hessisches Adelsgeschlecht |               |
| Riet                                    | 12. Jahrhundert bis ?          | Adelsfamilie in der Südpfalz | –             |
| Rietberg                                | ?                              | westfälisches Grafengeschlecht |               |
| Rieter von Kornburg                     | 1361–1502                      | erloschene Patrizierfamilie der Freien Reichsstadt Nürnberg |               |
| Riexingen                               | bis 1560                       | erloschenes schwäbisches Adelsgeschlecht |               |
| Rimbach (genannt Stumpf)                | bis 1356                       | erloschenes fränkisches Adelsgeschlecht |               |
| Rindfleisch                             | bis 1772                       | erloschenes schlesisches Adelsgeschlecht |               |
| Rindsmaul                               | seit 1191                      | fränkisch-steirisches Adelsgeschlecht |               |
| Rindtorf                                | 1255 – 1784                    | Sachsen-Anhaltliches Adelsgeschlecht |               |
| Ringg von Baldenstein                   | ?                              | Bündner Adelsfamilie aus Sils im Domleschg in der Region Viamala des Kantons Graubünden in der Schweiz |               |
| Ringgenberg                             | seit 13. Jh.                   | alemannisches Adelsgeschlecht |               |
| Rintelen                                | seit 1303                      | Herforder Ratsgeschlecht |               |
| Ripperda (Cosijn von Ripperda)          | seit 1057                      | Ostfriesisches Uradelsgeschlecht; 1474 und 1676 Reichsfreiherrenstand |               |
| Risselmann                              | ab 1746                        | preußisches Adelsgeschlecht; 1746 Erhebung in den Reichsadelsstand |               |
| Ritschl von Hartenbach                  | seit 1581                      | böhmisches Briefadelsgeschlecht |               |
| Rittberg                                | seit 1405                      | westfälisches Adelsgeschlecht; 1717 preußische Adelsanerkennung in Form einer Adelserneuerung, 1751 preußischer Grafenstand |               |
| Rittenhofen                             | 14. bis 16. Jh.                | elsässisches Adelsgeschlecht |               |
| Ritter                                  | bis 1820                       | deutsch-baltisches Adelsgeschlecht |               |
| Ritter von Elbracht                     | 1806 bis 2. Hälfte 19. Jh.     | bayerisches Adelsgeschlecht |               |
| Ritter von Goldschmidt                  | ab 1862                        | Familie aschkenasischer Herkunft; 1862 Adelsstand für Linie Ritter von Goldschmidt, 1903 Adelsstand für Linie Goldschmidt-Rotschild |               |
| Ritter von Merkl                        | ab ca. 1710                    | österreichisches Adelsgeschlecht |               |
| Ritter von Moro                         | seit 1816                      | Kärntner Adelsgeschlecht |               |
| Ritter von Záhony                       | seit 1829                      | österreichisches Adelsgeschlecht |               |
| Ritter zu Groenesteyn                   | seit 1240                      | niederländisch-deutsches Adelsgeschlecht |               |
| Ritz                                    | ?                              | Tiroler-Salzburger Adelsgeschlecht mit jüdischen Wurzeln |               |
| Röbel                                   | ab 1256                        | mecklenburgisch-märkisches Adelsgeschlecht |               |
| Robertiner/Rupertiner                   | 7.–11. Jahrhundert             | mittelalterliche fränkische Adelsfamilie | –             |
| Rochow                                  | seit 1238                      | altmärkisches Uradelsgeschlecht; 1640 Reichsfreiherrenstand für Haus Königstein |               |
| Rockenthien                             | seit 1792                      | sächsisches, thüringisches und preußisches Adelsgeschlecht |               |
| Rockhausen                              | seit 1273                      | thüringischer Uradel |               |
| Rodde                                   | seit 1528                      | aus Münster stammende Lübecker Kaufmannsfamilie; 1806 Reichsadels- und -freiherrenstand |               |
| Rode                                    | ca. 13. Jahrhundert bis 1599   | nassau-hessischer Uradel |               |
| Rode                                    | ab 1263                        | westfälisches Adelsgeschlecht |               |
| Rodemach                                | seit 932                       | lothringisches Adelsgeschlecht |               |
| Roden                                   | 1120/24–1553                   | niedersächsisches Grafengeschlecht |               |
| Rodenberg                               | ab 1132                        | westfälisches Adelsgeschlecht; siehe auch Romberg (Adelsgeschlecht) |               |
| Rodenstein                              | 1080–1671                      | aus Crumbach bzw. von der Burg Rodenstein stammender hessischer Uradel |               |
| Roeder (Anhalt, Thüringen, Württemberg) | seit 1347                      | anhaltisches, thüringisches und württembergisches Adelsgeschlecht |               |
| Roeder (Vogtland)                       | seit 1333                      | vogtländisches Adelsgeschlecht |               |
| Roeder (Schlesien)                      | seit 1561                      | schlesisches Adelsgeschlecht |               |
| Roeder von Diersburg                    | seit 1197                      | Uradel aus der Ortenau; 1773 französische Anerkennung des Freiherrenstandes (Baronats), 1911 großherzoglich badische Bestätigung des Freiherrentitels für das Gesamtgeschlecht |               |
| Roedern                                 | seit 1287                      | schlesisches Uradelsgeschlecht |               |
| Roëll (Röhl)                            | seit 1647                      | westfälisches Geschlecht, 1573 zu Dortmund, das 1647 mit Besitz des Rittergutes Dölberg in den Landadel übertrat; 1798 preußische Anerkennung des alten Adels (für damals vermutete Stammesangehörige), ab 18. Jahrhundert auch in Schlesien begütert, sowie in den Niederlanden, wo Adelsanerkennungen 1817, 1818, 1836, 1886 und 1892 erfolgten; niederländisches Baronat (primogenitur) 1819 und 1874.    |               |
| Rogalla von Bieberstein                 | seit 1599                      | altes ostpreußischen Adelsgeschlecht des Namens Rogalla; ca. 1750 Annahme des heutigen Namens |               |
| Rogendorf                               | 15.–19. Jahrhundert            | aus der Steiermark stammendes Rittergeschlecht; später Reichsgrafen |               |
| Roggenbach                              | seit 1132                      | alemannischen Uradel |               |
| Röggla von Aehrenthal                   | seit 1804                      | österreichisches Briefadelsgeschlecht; 1804 erbländischer Adelsstand; 1865 österreichischer Ritterstand |               |
| Roggwil                                 | 13. bis 17. Jh.                | Schweizer Rittergeschlecht; benannt nach der Ortschaft Roggwil im Thurgau |               |
| Rohenkeim                               | 12. bis 15. Jh.                | schwäbisches Adelsgeschlecht |               |
| Röhling                                 | seit 13. Jh.                   | sächsisches Adelsgeschlecht |               |
| Rohnau                                  | 1255 bis 17. Jh.               | erloschenes schlesisches Adelsgeschlecht |               |
| Rohr                                    | seit 1033                      | aus Bayern stammendes, später märkisches Adelsgeschlecht |               |
| Rohr und Stein                          | seit 1277                      | schlesisches Uradelsgeschlecht |               |
| Rohrbach                                | bis 1350                       | bayerisches Uradelsgeschlecht |               |
| Rohrdorf                                | bis 1210                       | schwäbisches Grafengeschlecht |               |
| Röhrenfurth                             | seit 1182                      | althessisches Adelsgeschlecht |               |
| Roll von Emmenholz                      | seit 1432                      | altadliges Schweizer Patriziergeschlecht in Solothurn; 1698 Freiherrenstand |               |
| Rollingen                               | ? bis 1740                     | erloschenes luxemburgisches Dynastengeschlecht |               |
| Rolsberg                                | 1419                           | aus dem Rheinland stammendes Adelsgeschlecht, ungarisches Baronat 1734, österreichische Freiherren 1781 |               |
| Rolshausen                              | seit 14. Jh.                   | hessisches Uradelsgeschlecht; 1827 Freiherrenstand |               |
| Romberg                                 | seit 1249                      | westfälisches Uradelsgeschlecht; 1874 preußischer Freiherrenstand |               |
| Römer                                   | seit 1401                      | aus der Markgrafschaft Meißen stammendes Geschlecht, das im 16. Jahrhundert in den Adel überging; 1470 kaiserlicher Wappenbrief. Es gibt ein gleichnamiges livländisches Geschlecht ähnlichen Wappens | Meißen Hessen |
| Römer von Maretsch                      | bis 1612                       | erloschenes tirolerisches Adelsgeschlecht; 1573 erblicher Freiherrenstand |               |
| Rönne                                   | ?                              | aus dem Herzogtum Bremen stammendes, des Weiteren ab der ersten Hälfte des 15. Jahrhunderts in Livland, Kurland und später auch in Samogitien ansässiges Adelsgeschlecht |               |
| Ronsberg                                | seit 982                       | erloschenes allgäuerisches Uradelsgeschlecht; 1147 Grafenwürde; 1182 Markgrafenwürde |               |
| Ropp                                    | seit 1221                      | niedersächsisch-baltisches Uradelsgeschlecht; die Berechtigung zur Führung des Freiherrentitels erfolgte aufgrund der Immatrikulation bei der Kurländischen Ritterschaft laut Ritterbanksabschied von 1620 |               |
| Rorer                                   | seit 1272                      | altes fränkisches Adelsgeschlecht |               |
| Rorschach                               | seit 1176                      | ritteradlige Familie des 12. bis 15. Jahrhunderts im Dienst des Fürstabts von St. Gallen |               |
| Rosdorf                                 | 11. bis Anfang 16. Jahrhundert | erloschenes niedersächsisches Adelsgeschlecht |               |
| Rosen                                   | seit 1282                      | altes baltisches Adelsgeschlecht, 1693 kaiserlicher Freiherrnstand, 1731 schwedischer Freiherrenstand, 1751 schwedischer Grafenstand. 3 weitere gleichnamige Familien: Rosen, Vorpommern (1617); Rosen, Lüttich (1680); Rosen a.d.H. Kaiserlitz, Stralsund (1662) |               |
| (Rösler) von den Rosen                  | ab 1546                        | Lausitzer Briefadelsgeschlecht; 1546 Reichsadelsstand |               |
| Rosenau                                 | ab 2. Hälfte 14. Jh.           | fränkisches und thüringisches Adelsgeschlecht |               |
| Rosenbach                               | ? bis 1806                     | erloschenes mitteldeutsches Adelsgeschlecht. Es existiert noch ein 1643 geadeltes Briefadelsgeschlecht gleichen Namens. |               |
| Rosenberg                               | ab 15. Jh.                     | kurländisch-preußisches Adelsgeschlecht |               |
| Rosenberg                               | vor und nach dem 16. Jh.       | erloschenes fränkisch-schwäbisches Adelsgeschlecht im Ritterkanton Odenwald |               |
| Rosenberg-Gruszczynski                  | ca. 1430                       | polnisches, später preußisches Adelsgeschlecht |               |
| Rosenberg-Lipinsky                      | ab 1600                        | schlesisches Adelsgeschlecht |               |
| Rosenberger von Rosenegg                | ab 1559                        | Augsburger Briefadelsgeschlecht |               |
| Rosenbusch zu Notzing                   | seit 1537                      | Münchener Patriziergeschlecht, das im Zuge der Versippung mit anderen Familien des niederen Adels 1537 eine Nobilitierung erreichte |               |
| Rosenegg                                | bis 1480                       | schwäbisches Adelsgeschlecht |               |
| Rosenhagen                              | seit 14. Jh.                   | oberlausitzisches Adelsgeschlecht |               |
| Rosenhain                               | seit 1544                      | oberlausitzisches Adelsgeschlecht; 1544 Erhebung in den Adelsstand |               |
| Rosenkampff                             | seit ca. 18. Jh.               | deutsch-baltisches Adelsgeschlecht; stammverwandt mit den Adelsgeschlechtern Rehekampff (Riesenkampff genannt Rehekampff) bzw. Riesenkampf |               |
| Rosenschantz                            | 1652–1818                      | 1652 schwedischer Adelsstand, Ausbreitung in Mecklenburg und Schlesien |               |
| Rosenstiel                              | seit ca. 1500                  | ursprünglich elsässisches, später preußisches Adelsgeschlecht |               |
| Rossau                                  | 1139–1619                      | erloschenes, ursprünglich fränkisches Adelsgeschlecht |               |
| Rössing                                 | seit 1132                      | Uradel aus dem südlichen Niedersachsen. |               |
| Roßwag                                  | 1148 bis Mitte des 14. Jh.     | edelfreies, schwäbisches Adelsgeschlecht, das seinen Stammsitz bei der gleichnamigen Gemeinde Roßwag hatte |               |
| Rosthorn                                | seit 1790                      | österreichische Industriellenfamilie, deren Mitglieder im 18. und 19. Jahrhundert Bedeutung erlangten; 1790 Erhebung in den Adelsstand |               |
| Rotberg                                 | seit 1277                      | Schweizer Uradelsgeschlecht; 1773 französische Anerkennung des Baronats |               |
| Rotenhan                                | seit 1229                      | fränkischer Uradel; 1771 Reichsfreiherrenstand; 1774 Reichsgrafenstand |               |
| Rotermund                               | 1249–1711                      | erloschenes rügisches Adelsgeschlecht |               |
| Roth von Schreckenstein                 | seit 1237                      | aus Ulm stammendes Patriziergeschlecht; führt seit 1684 den Freiherrentitel |               |
| Rothenburg (Schlesien)                  | seit 1264                      | schlesisches Uradelsgeschlecht |               |
| Rothenstein                             | 1280 bis 16. Jahrhundert       | erloschenes schwäbisches Adelsgeschlecht |               |
| Rothkirch                               | seit 1302                      | schlesisches Uradelsgeschlecht; 1830 finnländischer Freiherrenstand. Die Linie Rothkirch und Panthen erhielt 1826 den österreichischen Grafenstand und 1839 den preußischen Freiherrenstand; die Linie Rothkirch und Trach erhielt 1757 den preußischen Freiherrenstand und 1861 den preußischen Grafenstand                                                                                                 |               |
| Rothschild                              | seit 1500                      | Bankiersfamilie jüdischer Herkunft; 1816 österreichischer Adelsstand; 1822 österreichischer Freiherrenstand |               |
| Rottal                                  | ? bis 1762                     | erloschenes altböhmisches Adelsgeschlecht |               |
| Rötteln                                 | 1103–1316                      | erloschenes, im Raum Basel beheimatetes Adelsgeschlecht |               |
| Rottenburg                              | ? bis 1411                     | erloschene Adelsfamilie mit Stammsitz im unteren Inntal |               |
| Rottermund                              | seit 1560                      | deutsch-böhmisches Geschlecht; 1560 kaiserliches Adelsdiplom, 1609 polnisches Indigenat; 1783 k. u. k. Grafenstand; 1862 russisches Indigenat; Ausbreitung nach Wolhynien, Galizien und Belgien, blüht in Polen |               |
| Rückingen                               | 1135 bis um 1666               | mittelalterliches Adelsgeschlecht in Hessen |               |
| Rüdenberg                               | ? bis 1515                     | mittelalterliches Adelsgeschlecht in Westfalen |               |
| Rüdigheim                               | 1222 bis 1655                  | mittelalterliches Adelsgeschlecht in Hessen |               |
| Rüdt von Collenberg                     | seit 1134                      | reichsunmittelbares fränkisches Adelsgeschlecht. Badische Linie: 1816 Immatrikulation in Bayern bei der Freiherrenklasse, 1877 badische Grafen. Bayerische Linie: 1723 kurfürstlich bayerische Freiherren |               |
| Ruffin                                  | seit 17. Jh.                   | Tiroler, später bayerisches Adelsgeschlecht |               |
| Rühle von Lilienstern                   | seit 1743                      | preußisches Briefadelsgeschlecht |               |
| Rukavina von Morgenstern                | seit 1845                      | kroatisch-österreichisches Adelsgeschlecht |               |
| Rüling                                  | seit 17. Jh.                   | österreichisches Adelsgeschlecht |               |
| Rümlang                                 | 1143–1528                      | Adelsgeschlecht aus Rümlang im Kanton Zürich in der Schweiz und in Südbaden |               |
| Rummel                                  | seit 1281                      | Nürnberger, oberpfälzisches und österreichisches Adelsgeschlecht |               |
| Rumohr                                  | seit 1220                      | holsteinisches Uradelsgeschlecht, gleichen Stammes und Wappens mit den von Ahlefeld(t) |               |
| Rumpenheim                              | 1210–1531                      | erloschenes deutsches Adelsgeschlecht mit Sitz in Rumpenheim |               |
| Rundstedt                               | seit 1109                      | altmärkisches Uradelsgeschlecht |               |
| Runkel                                  | seit 1159                      | hessisches Uradelsgeschlecht |               |
| Rußwurm                                 | 1349–1732                      | fränkisches Adelsgeschlecht; nach dem Absterben des Geschlechts erfolgte mit kaiserlicher Genehmigung eine Namens- und Wappenvereinigung mit den von Gleichen zu von Gleichen-Rußwurm |               |
| Rusteberg                               | 1143–1437                      | Eichsfelder und Thüringer Adelsgeschlecht |               |
| Rüxleben                                | seit 1235                      | Thüringer Adelsgeschlecht |               |
| Rybisch                                 | bis Ende 16. Jh.               | erloschenes schlesisches Patrizier- und Adelsgeschlecht |               |
| Rymsza                                  | seit 1785                      | deutsch-baltisch-polnisch-litauisches Adelsgeschlecht |               |
| Rzewuski                                | seit 1541                      | polnisches, später preußisches Adelsgeschlecht; 1783 erbländisch-österreichischer Grafenstand |               |